# كينيث بيكوك
كينيث بيكوك هو عازف بيانو وملحن كندي، ولد في 7 أبريل 1922 في تورونتو في كندا، وتوفي في 22 نوفمبر 2000.